# Aleksandr Isaakovič Kitajgorodskij
Aleksandr Isaakovič Kitajgorodskij (in russo Александр Исаакович Китайгородский?, trascrizione inglese Kitaigorodskii; Mosca, 16 febbraio 1914 – Mosca, 16 giugno 1985) è stato un fisico sovietico.

## Biografia
Kitajgorodskij era figlio del professore di chimica fisica Isaak Il'ič Kitajgorodskij, specialista in vetro silicato. 
Ha studiato fisica presso l'Università Statale di Mosca fino al 1935, e nel periodo 1936-1937 è stato professore assistente presso l'Istituto di Mosca di petrolio e gas e ha gestito fino al 1941 un laboratorio di raggi-X. Dal 1938 al 1940 ha insegnato presso l'Istituto Pedagogico di Fisica Teorica di Mosca e nel periodo 1942-1944, ha diretto un dipartimento della Mosca Oil Institute e ha lavorato per le grandi aziende della difesa. Dal 1944 ha diretto il Dipartimento di diffrazione di raggi X presso l'Istituto di Chimica Organica dell'Accademia Sovietica delle Scienze. Nel 1946 venne abilitato il Ph.D. russo ed è stato professore dal 1947. Dal 1954 ha diretto un laboratorio presso l'Istituto di componenti organici (in russo il Институт элементоорганических соединений) dell'Accademia Sovietica delle Scienze.
Ha lavorato sulle analisi a raggi X di amminoacidi e altre sostanze organiche ed è conosciuto principalmente per i libri di testo di fisica.
Ha vinto il premio Mendeleev nel 1949 e nel 1967 il premio Fedorov dell'Accademia Sovietica delle Scienze.
Nel Literaturnja Gazeta nell'ottobre 1979, entra a far parte di un dibattito circa l'utilità della matematica nelle scienze.

## Opere
- Con Lew Landau Fisica per tutti, 4 volumi, Aulis Verlag 1981, 
  - Edizione inglese Fisica per tutti, 2ª edizione, 4 volumi, ME 1980
- Molecular crystals and molecules, Academic Press 1973
- Introduction to Physics, MIR 1968
- I am a physicist, MIR 1971
- Order and Disorder in the World of Atoms, Longmans, Springer Verlag 1967
- Theory of crystal structure analysis, New York, Consultants Bureau 1961
- con A. I. Pertsinym Il metodo del potenziale atomo-atomo in fisica e chimica dei solidi molecolari organici  (in russo), Mosca 1985